# اليوم العالمي للمتبرعين بالدم
اليوم العالمي للتبرع بالدم (بالإنجليزية:  World Blood Donor Day)‏ هو يوم يحتفل به في كل عام ويصادف تاريخ 14 يونيو. ويهدف إلى توعية الناس ويعمل على زيادة الوعي بمنتجات الدم الآمنة، وبأهمية التبرع بالدم من أجل إنقاذ حياة الآخرين. يوافق هذا التاريخ ميلاد كارل لاندشتاينر مؤسس نظام فصائل الدم ABO والذي حاز بسببه على جائزة نوبل. احتفل بهذا اليوم لأول مرة في 2005.